# Geisterzeichnung

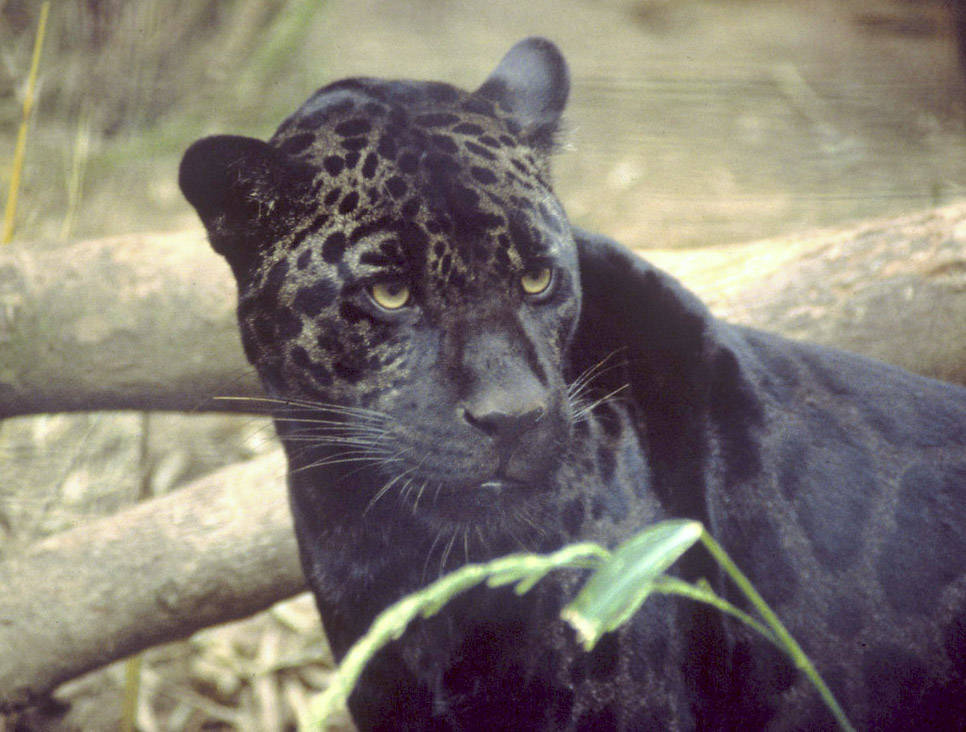
Ein schwarzer Jaguar (Panthera onca) mit sichtbarer Geisterzeichnung

Als Geisterzeichnung (Englisch ghost markings) wird bei einfarbigen – also zeichnungsfreien – Tieren (z. B. Hauskatze oder Panther) das Durchscheinen der genetisch vorhandenen Zeichnung (Fellmuster) bezeichnet. 
Die Geisterzeichnung erscheint oft bei Jungtieren und verschwindet häufig mit dem Alter. Zumeist ist die Geisterzeichnung unter direktem Sonnenlicht gut sichtbar. 
Speziell bei Katzen, die genetisch einfarbig rot sind, ist die Geisterzeichnung oft so deutlich zu sehen, dass sie fälschlich als „Tabby“ bezeichnet werden.
Einem einfarbigen Tier fehlt die „Tabby-Brille“ (helle Umrandung der Augen) und es fehlt ihm die helle Ohrumrandung. Außerdem ist der Kinnbereich bei einfarbigen Tieren der Körperfarbe angeglichen, während er bei Tieren mit Zeichnung deutlich heller (bis weiß) ist.